# Antigone consolatrice
Pour les articles homonymes, voir Antigone.
Antigone consolatrice est un tableau du peintre italien Giorgio De Chirico réalisé en 1973. Cette peinture à l'huile sur toile métaphysique représente deux mannequins. Elle est conservée au musée d'Art moderne de Paris, en France.